# 伊藤賢司
伊藤 賢司（いとう けんじ）は、日本の実業家。ラフラインホールディングス株式会社代表取締役。父は中国文化学者の伊藤清司。

## 来歴・人物
慶應義塾大学工学部管理工学科卒業、コロンビア大学経営大学院修了（MBA取得）。
東京海上火災保険、マッキンゼー・アンド・カンパニー勤務を経て、1997年に独立。1998年ディービーエムジー創業。2006年JSホールディングス（その後、ラフラインホールディングス株式会社に改名）代表取締役に就任。

## 著書
- 「儲かる商売にする仕組み作り～消費財と対比して～」（金融ジャーナル 2004年12月号）
- 「チェンジマーケティング」（ビジネススタンダード誌連載、2002年）
- 「新・銀行の戦略革新」（東洋経済新報社、1997年）
- 「電子商取引のすべて」 （共著・エヌ・ティ・ティ出版、1996年）
- 「エレクトロニック・コマースの鍵を握る決済手段」（日経新聞経済教室、1995年）